# Leven (lied van Maan)
Leven is een lied van de Nederlandse zangeres Maan. Het werd in 2021 als single uitgebracht en stond in 2022 als twaalfde track op het gelijknamige album.

## Achtergrond
Leven is geschreven door Valentijn Verkerk, Maan de Steenwinkel, Niels Zuiderhoek en Julian Vahle en geproduceerd door Antoon. Het nederpoplied dat een ode is aan de levensstijl waarin je zonder over gevolgen na te denken geniet. De zangeres omschreef de betekenis als volgt: "De levensfase waarin we weinig verantwoordelijken hebben, zo laat naar bed kunnen als we willen, zoveel kunnen drinken als we willen en ons lijfje de volgende dag weer prima opstaat, dat is waar deze track over gaat." De zangeres was, toen ze achttien was, vroeg doorgebroken en had daardoor naar eigen zeggen nooit van een echt studentenleven kunnen genieten. Toen tijdens de coronacrisis haar optredens niet door konden gaan, trok ze meer met haar studerende vriendinnen en haar broertje op, waarna ze merkte dat ze genoot van de vrijheid die ze had. Dit gevoel beschrijf ze in het lied. De zangeres heeft benadrukt dat het lied niet moet worden gezien als "coronaliedje". De single heeft in Nederland de gouden status.

## Hitnoteringen
De zangeres had bescheiden succes met het lied in de Nederlandse hitlijsten. In de Top 40 kwam het tot de vijftiende plaats en was het elf weken te vinden. Het stond 23 weken in de Single Top 100, waarin het piekte op de 25e plek.

### Nederlandse Top 40
| Hitnotering: 11-12-2021 t/m 19-02-2022 | Hitnotering: 11-12-2021 t/m 19-02-2022 | Hitnotering: 11-12-2021 t/m 19-02-2022 | Hitnotering: 11-12-2021 t/m 19-02-2022 | Hitnotering: 11-12-2021 t/m 19-02-2022 | Hitnotering: 11-12-2021 t/m 19-02-2022 | Hitnotering: 11-12-2021 t/m 19-02-2022 | Hitnotering: 11-12-2021 t/m 19-02-2022 | Hitnotering: 11-12-2021 t/m 19-02-2022 | Hitnotering: 11-12-2021 t/m 19-02-2022 | Hitnotering: 11-12-2021 t/m 19-02-2022 | Hitnotering: 11-12-2021 t/m 19-02-2022 | Hitnotering: 11-12-2021 t/m 19-02-2022 |
| Week:                                  | 1                                      | 2                                      | 3                                      | 4                                      | 5                                      | 6                                      | 7                                      | 8                                      | 9                                      | 10                                     | 11                                     |                                        |
| -------------------------------------- | -------------------------------------- | -------------------------------------- | -------------------------------------- | -------------------------------------- | -------------------------------------- | -------------------------------------- | -------------------------------------- | -------------------------------------- | -------------------------------------- | -------------------------------------- | -------------------------------------- | -------------------------------------- |
| Positie:                               | 32                                     | 17                                     | 16                                     | 15                                     | 15                                     | 18                                     | 21                                     | 22                                     | 27                                     | 29                                     | 34                                     | uit                                    |

### NederlandseSingle Top 100
| Hitnotering: 11-12-2021 t/m 14-05-2022 | Hitnotering: 11-12-2021 t/m 14-05-2022 | Hitnotering: 11-12-2021 t/m 14-05-2022 | Hitnotering: 11-12-2021 t/m 14-05-2022 | Hitnotering: 11-12-2021 t/m 14-05-2022 | Hitnotering: 11-12-2021 t/m 14-05-2022 | Hitnotering: 11-12-2021 t/m 14-05-2022 | Hitnotering: 11-12-2021 t/m 14-05-2022 | Hitnotering: 11-12-2021 t/m 14-05-2022 | Hitnotering: 11-12-2021 t/m 14-05-2022 | Hitnotering: 11-12-2021 t/m 14-05-2022 | Hitnotering: 11-12-2021 t/m 14-05-2022 | Hitnotering: 11-12-2021 t/m 14-05-2022 | Hitnotering: 11-12-2021 t/m 14-05-2022 | Hitnotering: 11-12-2021 t/m 14-05-2022 | Hitnotering: 11-12-2021 t/m 14-05-2022 | Hitnotering: 11-12-2021 t/m 14-05-2022 | Hitnotering: 11-12-2021 t/m 14-05-2022 | Hitnotering: 11-12-2021 t/m 14-05-2022 | Hitnotering: 11-12-2021 t/m 14-05-2022 | Hitnotering: 11-12-2021 t/m 14-05-2022 |
| Week:                                  | 1                                      | 2                                      | 3                                      | 4                                      | 5                                      | 6                                      | 7                                      | 8                                      | 9                                      | 10                                     | 11                                     | 12                                     | 13                                     | 14                                     | 15                                     | 16                                     | 17                                     | 18                                     | 19                                     | 20                                     |
| -------------------------------------- | -------------------------------------- | -------------------------------------- | -------------------------------------- | -------------------------------------- | -------------------------------------- | -------------------------------------- | -------------------------------------- | -------------------------------------- | -------------------------------------- | -------------------------------------- | -------------------------------------- | -------------------------------------- | -------------------------------------- | -------------------------------------- | -------------------------------------- | -------------------------------------- | -------------------------------------- | -------------------------------------- | -------------------------------------- | -------------------------------------- |
| Positie:                               | 45                                     | 41                                     | 45                                     | 60                                     | 25                                     | 26                                     | 25                                     | 27                                     | 31                                     | 29                                     | 33                                     | 30                                     | 39                                     | 42                                     | 44                                     | 50                                     | 53                                     | 65                                     | 73                                     | 75                                     |
| Week:                                  | 21                                     | 22                                     | 23                                     |                                        |                                        |                                        |                                        |                                        |                                        |                                        |                                        |                                        |                                        |                                        |                                        |                                        |                                        |                                        |                                        |                                        |
| Positie:                               | 73                                     | 83                                     | 97                                     | uit                                    |                                        |                                        |                                        |                                        |                                        |                                        |                                        |                                        |                                        |                                        |                                        |                                        |                                        |                                        |                                        |                                        |